# Славянски митични същества
Славянските митични същества са митологически образи, характерни за митологията на древните славяни и за съвременния славянски фолклор. В това определение влизат различните духове и демони, приказни герои и вълшебни птици и животни.
Славянски духове условно се наричат всички свръхестествени същества, които според славяните са обитавали заобикалящия ги свят. Самите славяни най-често наричат тези същества бес, бесове, което в предхристиянско време обозначава абсолютно всички духове, демони и пр., без оглед на функциите и характера им – добри или зли.
Славянските духове са ни познати благодарение на рекострукциите на славянската религия и предимно от фолклора на славянските народи.